# Phlomis crinita
Phlomis crinita là một loài thực vật có hoa trong họ Hoa môi. Loài này được Cav. miêu tả khoa học đầu tiên năm 1795.

## Hình ảnh

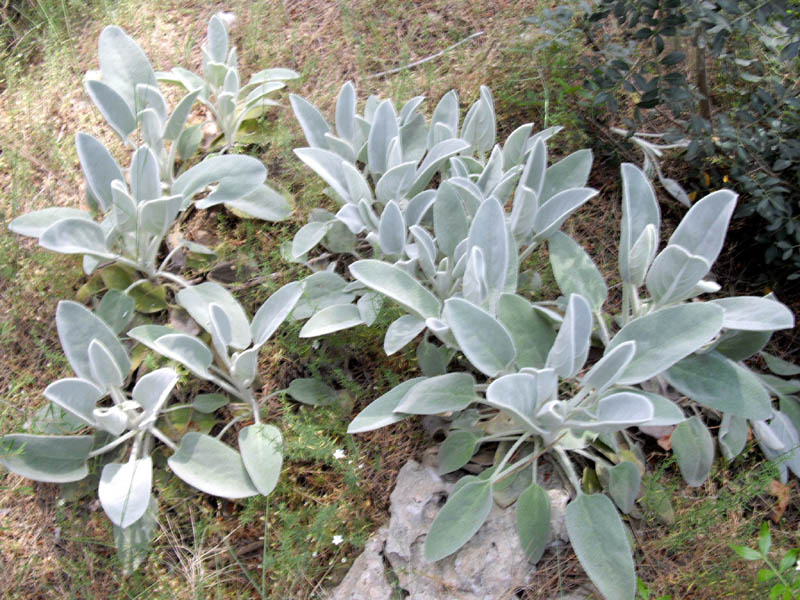
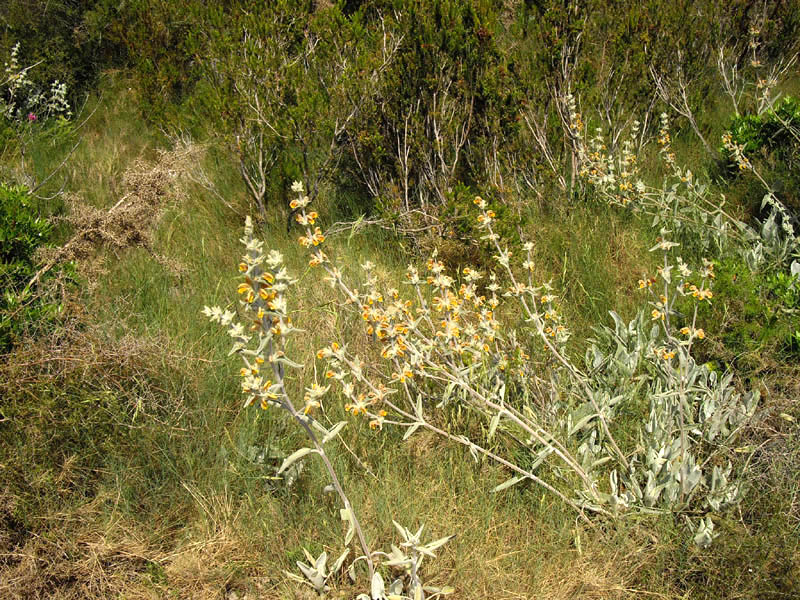
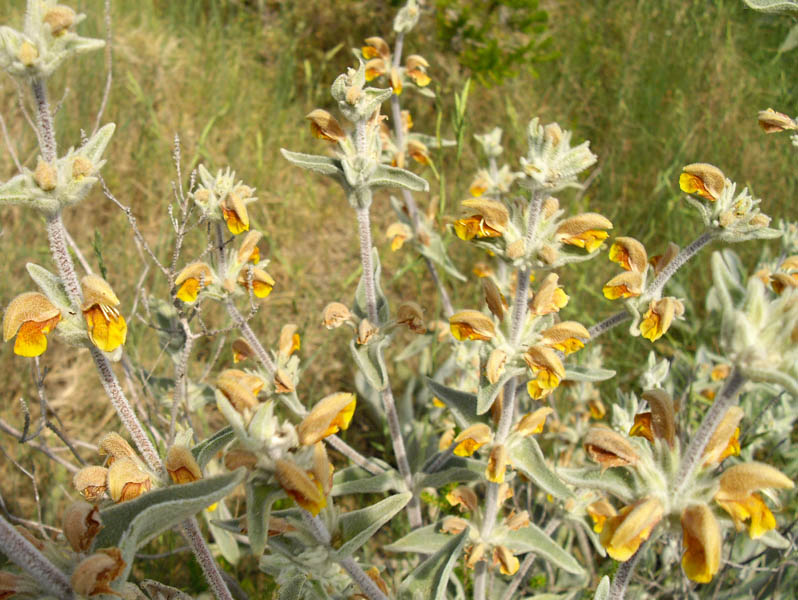